# Goyenia ornata
Goyenia ornata là một loài nhện trong họ Desidae.
Loài này thuộc chi Goyenia. Goyenia ornata được miêu tả năm 1970 bởi Raymond Robert Forster.